# 하산 부즈루그

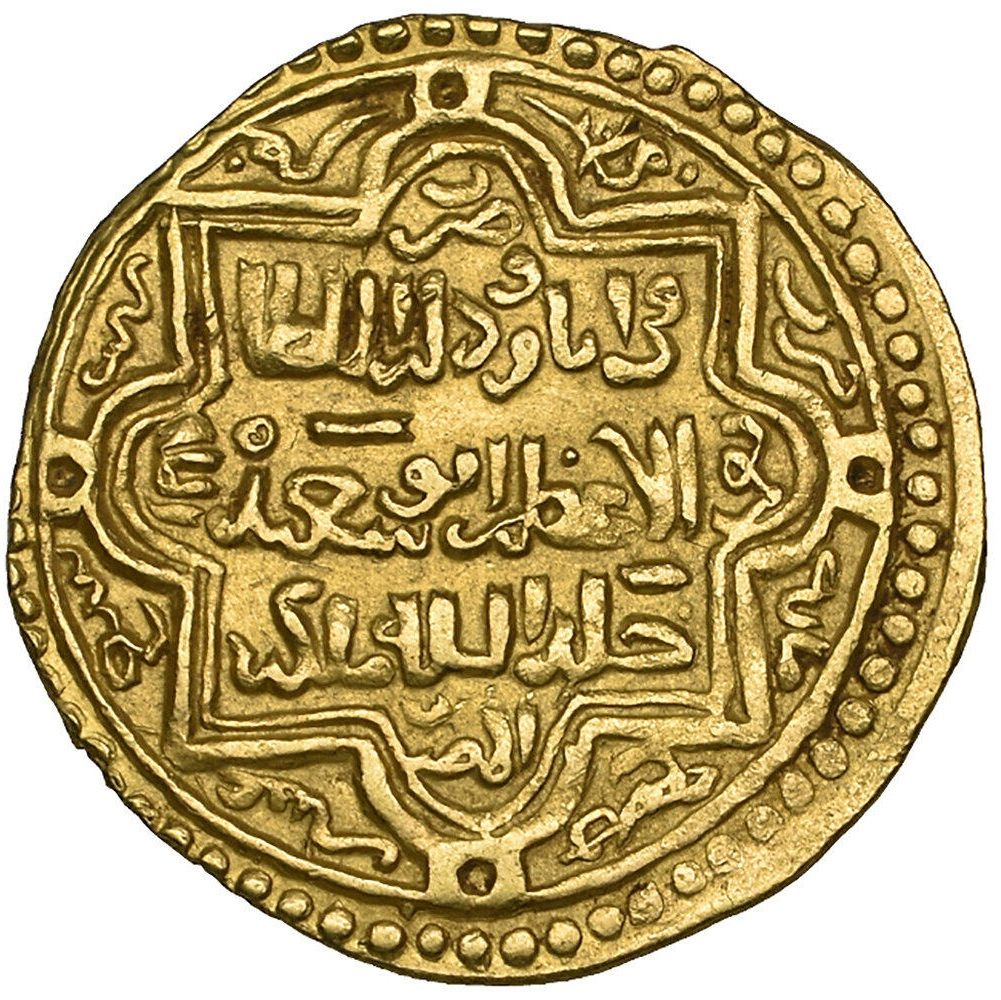

하산 부즈루그( تاج الدين حسن بزرگ بن امير حسين گوركان جلايرى Tāj al-Dīn Ḥasan (Buzurg) b. Amīr Ḥusayn Gūrkān Jalāyrī, ? ~1356년)는 자라이르 왕조의 초대 군주(재위 : 1336년 ~ 1356년)이다.

## 생애

### 아부 사이드 칸 사망 이전
아미르 하산 잘라이르와 일 칸국의 4대 칸 아르군 칸의 딸 올제테이 카툰 사이에서 태어났다. 그는 모계로는 훌라구 가문의 외손이었다.
하산 부즈루그는 아미르 추판(혹은 츄반, 쵸반)의 딸인 바그다드 하툰과 결혼하였으나 바그다드 하툰을 사랑한 아부 사이드 칸의 강요로 이혼당하게 되었다. 1332년 바그다드 하툰과 짜고 아부 사이드 칸에 대한 음모를 꾸몄다는 누명을 쓰고 감옥에 갇혔으나 1년 만에 풀려난 뒤 소아시아 중부 총독으로 발령받았다.

### 아부 사이드 칸 사망 이후
1335년 아부 사이드 칸이 죽은 후 칸에 오른 것은 아르파 케운이었다. 하지만 아르파 케운은 1년도 채 못 되어 바그다드의 알리 파드샤에 의해 살해당했다. 이후 일 한국은 급속도로 무너져 사실상 이름만 남게 되었다. 아르파 케운이 죽자 하산 부즈루그는 이름뿐인 무함마드 칸을 내세우고 알리 파드샤와 그가 내세운 칸인 무사 칸과 대립하였다. 1336년 7월, 마침내 하산 부즈루그는 알리 파드샤와 그가 내세운 무사 칸과 맞서 이기고 알리 파드샤를 살해했다. 알리 파드샤와의 대결에서 승리한 하산 부르주그는 그 후 일 한국의 수도인 타브리즈로 진격하여 아부 사이드의 미망인인 델사드 하툰과 결혼했다.
하지만 동 페르시아에서 일 한국의 칸임을 자칭하고 있었던 토가 테무르는 하산 부즈루그를 인정하지 않았다. 1337년 토가 테무르는 하산 부즈루그에게 패한 무사 칸의 군대와 합류하여 하산 부즈루그의 영토에 침입했으나 하산 부즈루그와의 전투에서 패배한 뒤 자신의 영토로 후퇴했다. 하산 부즈루그는 자신에게 대항한 무사 칸을 잡아 처형했다.
하산 부즈루그는 알리 파드샤와 토가 테무르를 격파하고 자신의 세력기반을 공고히 했지만 아직 츄판 조의 하산 쿠첵이라는 호적수가 남아있었다. 1338년 하산 쿠첵과 하산 부즈루그 간의 전투가 벌어져 하산 부즈루그가 패하고 그가 내세운 무함마드 칸은 살해당했다. 그로부터 2년 뒤인 1340년, 하산 부즈루그는 새로운 칸인 자한 테무르를 내세워 하산 쿠첵과 다시 한 번 격돌하지만 또 다시 패배하여 바그다드로 쫓겨나게 되었다.
1343년, 츄판 왕조의 하산 쿠첵이 암살당한 이후 하산 쿠첵의 형제인 마렉 아스라프가 여러 경쟁자들을 물리치고 권력을 잡았다. 새로 권력을 잡은 마렉 아스라프는 1347년에 바그다드로 군대를 보내 자라이르 왕조를 공격했다. 하산 부즈루그는 이 싸움에서 대승하여 츄판 왕조에 큰 타격을 입혔다. 츄판 왕조의 세력은 이 싸움 이후 크게 약화되었다. 추판 왕조는 이후 1357년 킵챠크 한국의 공격을 받아 멸망하고 말았다.
하산 부즈루그는 1356년에 사망했으며 그가 사망한 직후 그의 아들인 우웨이스 1세가 왕위를 계승했다.

## 같이 보기
- 일 한국
- 자라이르 왕조
- 우웨이스 1세

| 이전 (초대) | 제1대 잘라이르 왕조의 술탄 1336년 ~ 1356년 | 다음 우웨이스 1세 |